# Tjul'gan
Tjul'gan (in russo Тюльган?) è un villaggio della Russia europea sudorientale, situato nell'oblast' di Orenburg; è il centro amministrativo del rajon Tjul'ganskij.
Si trova 130 km a nord-est di Orenburg.